# 마리아 킴
마리아 킴(본명: 김희진, 1986년 12월 16일 ~ )은 피아노 치듯 노래하고 노래하듯 피아노를 연주하는 자유로운 표현력으로 세계를 매혹시킨 대한민국의 월드 클래스 가수 및 재즈피아니스트이다.
마리아 킴이 2021년 소니뮤직을 통해 발매한 앨범 <With Strings: Dream of You> 은 2022년 한국대중음악상 최우수 재즈 - 보컬 음반 부문의 수상, 일본 재즈비평이 선정하는 Jazz Audio Disc Award 에도 당당히 이름을 올리며 대중성과 예술성의 완벽한 균형을 보여주었다. 
2023년 제29회 대한민국연예예술상 에서 재즈 아티스트상을 수상하며 한국을 대표하는 재즈 뮤지션으로 확고히 자리매김 한 마리아 킴은 재즈의 본고장인 미국 레코드 레이블인 “La Reserve”와의 음반 계약과 세계적인 블루노트 재즈클럽, 재즈 앳 링컨센터를 포함한 월드투어를 진행하며 국제 무대에 재즈의 아름다움을 알리는 활동을 펼친다.

## 학력
- 뉴잉글랜드음악원 대학원 재즈 스터디스 석사
- 버클리 음악대학교 프로페셔널뮤직 졸업
- 경희대학교 포스트모던음악학과 중퇴

## 수상
- 2023년 제29회 대한민국연예예술상 재즈 아티스트상
- 2023년 제20회 한국대중음악상 최우수 재즈 보컬 음반 노미네이트 <Two for the Road>
- 2022년 제19회 한국대중음악상 최우수 재즈 보컬 음반 <With Strings: Dream of You>
- 2022년 일본 재즈비평 (Jazz Critique) 2021 Jazz Audio Disc Award
- 2013년 재즈피플 라이징 스타 보컬, 피아노부문

## 데뷔
- 2015년 1집 앨범 "Those Sentimental Things"

## 음반
- 2025년 정규 Love Letters
- 2025년 싱글 Love Me or Leave Me
- 2025년 싱글 Please Send Me Someone to Love
- 2025년 싱글 Never Say Yes
- 2024년 Misty Blue
- 2024년 싱글 You’re Mine, You (feat.Benny Benack III)
- 2024년 싱글 Peel Me a Grape
- 2024년 싱글 Tight (feat.Benny Benack III)
- 2023년 싱글 Sail Away
- 2022년 Live - Two for the Road
- 2021년 With Strings: Dream of You
- 2019년 FOTOGRAFIA
- 2018년 I Want To Be Happy
- 2017년 I’m Old Fashioned
- 2015년 Those Sentimental Things